# Husevåg
Husevåg – wieś w zachodniej Norwegii, w okręgu Sogn og Fjordane, w gminie Vågsøy. Miejscowość leży na północnej części wyspy Husevågøy, nad fiordem Vågsfjorden, przy norweskiej drodze krajowej nr 624. Husevåg znajduje się 2 km na zachód od miejscowości Ramsevika i około 11 km na południowy zachód od centrum administracyjnego gminy – Måløy. Z wyspy można dostać się na stały ląd tylko promem, który kursuje do miejscowości Måløy oraz  Oldeide.   
Miejscowość jest wymieniona w źródłach historycznych pochodzących z XVI wieku.